# Vág
Vág je obec v Maďarsku v župě Győr-Moson-Sopron, spadající pod okres Csorna. Nachází se u břehu řeky Ráby, asi 11 km jihovýchodně od Beledu, 20 km jihozápadně od Csorny a asi 52 km jihozápadně od Győru. V roce 2015 zde žilo 440 obyvatel. Dle údajů z roku 2011 tvoří 94,2 % obyvatelstva Maďaři, 2,2 % Němci a 0,2 % Slováci, přičemž 5,4 % obyvatel se ke své národnosti nevyjádřilo.
Obec byla poprvé písemně zmíněna v roce 1001 pod názvem Wag. Nachází se zde katolický kostel svatého Jakuba Apoštola. Obcí procházejí vedlejší silnice 8425, 8426 a 8604. Jižně od Vágu se nachází most přes řeku Rábu umožňující rychlé silniční spojení se sousední obcí Kemenesszentpéter a okresem Pápa.

## Sousední obce
| Růžice kompasu | Páli  | Szil              |           | Růžice kompasu |
| Růžice kompasu |       | Sever             | Rábasebes | Růžice kompasu |
| Růžice kompasu | Vág   |                   | Rábasebes | Růžice kompasu |
| Růžice kompasu | Jih   |                   | Rábasebes | Růžice kompasu |
| Růžice kompasu | Pápoc | Kemenesszentpéter |           | Růžice kompasu |